# Tetraleurodes cacaorum
Tetraleurodes cacaorum is een halfvleugelig insect uit de familie witte vliegen (Aleyrodidae), onderfamilie Aleyrodinae.
De wetenschappelijke naam van deze soort is voor het eerst geldig gepubliceerd door Bondar in 1923.